# George Matheson Murray
Pour les articles homonymes, voir George Murray et Murray.
George Matheson Murray (27 juillet 1889-19 août 1961) est un homme politique canadien de la Colombie-Britannique. Il est député fédérale libéral de la circonscription britanno-colombienne de Cariboo de 1949 à 1953.
Il est aussi député provincial libéral de la circonscription britanno-colombienne de Lillooet de 1933 à 1941.

## Biographie
Né à Woodstock en Ontario, Murray est journaliste au Ottawa Citizen. Il reçoit une formation informelle en politique en prenant le tramway quotidiennement avec le premier ministre Wilfrid Laurier. Après s'être installé en Colombie-Britannique, il travaille pour le périodique The Chinook dans un bureau de South Vancouver. Actif en politique avec les Libéraux, il n'est pas mobilisé lors de la Première Guerre mondiale en raison de problèmes de santé. Après la fermeture du The Chinook en raison de problèmes monétaires, il déménage à Anmore près de Port Moody et travaille comme journaliste et éditeur pour le Vancouver News-Advertiser (prédécesseur du The Vancouver Sun). Pendant la même période, il créer le Coutry Life, un magazine pour les femmes de la ruralité.
À Anmore, les Murrays s'active à planifier les funérailles du pionnier et homme d'affaires vancouvérois Joe Fortes (en) en 1922 de pars leur réseau de contacts. Ils font également la promotion de la construction de l'Arche de la Paix sur la frontière canado-américaine.
Il fait la promotion du développement du chemin de fer, de l'agriculture et de l'exploitation des ressources naturelles dans le nord et l'intérieur de la Colombie-Britannique afin de développer le commerce avec la Chine. Avec sa conjointe et s'établissant à Lillooet, le couple fonde le Bridge River-Lillooet News et le Mines Communicator afin d'informer les villes minières de la rivière Bridge (en). Ils lancent également le Howe Sound Tribune à Squamish.
Les Murrays font une visite officielle à Shanghai au dénouement de la guerre du Pacifique, mais le couple doit être évacuer lors des bombardements des forces japonaises.
Le couple supporte le mouvement de grève des mineurs de Bralorne (en) mais ceci entraîne le boycott des compagnies minières et force la fermeture du Bridge River-Lillooet News. Perdant son élections avec moins de 100 votes en 1941 et devenu parias dans la région, les Murrays déménage dans la ville de Fort St. John alors en plein boom et fondent la Alaska Highway News (en).
Margaret se présentant sans succès pour le Crédit social et supportant le chef créditiste W. A. C. Bennett sans en tenir George informé, cette situation ruine sa carrière politique et cimente sa réputation d'excentricité.
Murray meurt à Vancouver en août 1961 à l'âge de 72 ans.